# Саката (народ)
Саката (самоназвание: басаката, дзинг) — народ, принадлежащий к группе народов банту, проживающий на территории Заира. Географически расселены в области Бандунду по берегам рек Касаи, Квилу и Квану. Приблизительная численность 250 тыс. человек. В основном говорят на языке саката. Вероисповедание: преимущественно католики. Группа народов саката включает бома, джиа, баи, группа дзинг — янси, ампут, ангул, алвер, амбуун.